# NGC 6964
NGC 6964 ist eine elliptische Galaxie vom Hubble-Typ E im Sternbild Aquarius auf dem Himmelsäquator. Sie ist schätzungsweise 177 Millionen Lichtjahre von der Milchstraße entfernt.
Das Objekt wurde am 12. August 1785 von Wilhelm Herschel entdeckt.